# Similosodus birmanicus
Similosodus birmanicus là một loài bọ cánh cứng trong họ Cerambycidae.